# Гурдон (Ардеш)
Гурдо́н (фр. и окс. Gourdon) — коммуна во Франции, находится в регионе Рона — Альпы. Департамент коммуны — Ардеш. Входит в состав кантона Прива. Округ коммуны — Прива.
Код INSEE коммуны 07098.

## Население
Население коммуны на 2008 год составляло 89 человек.
| 1962 | 1968 | 1975 | 1982 | 1990 | 1999 | 2008 |
| ---- | ---- | ---- | ---- | ---- | ---- | ---- |
| 99   | 133  | 99   | 96   | 83   | 79   | 89   |

## Экономика
В 2007 году среди 54 человек в трудоспособном возрасте (15-64 лет) 34 были экономически активными, 20 — неактивными (показатель активности — 63,0 %, в 1999 году было 54,3 %). Из 34 активных работали 34 человека (18 мужчин и 16 женщин), безработных не было. Среди 20 неактивных 1 человек был учеником или студентом, 6 — пенсионерами, 13 были неактивными по другим причинам.